# Gmina Jeżewo
Die Gmina Jeżewo ist eine Landgemeinde im Powiat Świecki der Woiwodschaft Kujawien-Pommern in Polen. Ihr Sitz ist das gleichnamige Dorf (deutsch Jeschewo) mit etwa 1750 Einwohnern.

## Gliederung
Zur Landgemeinde Jeżewo gehören 14 Dörfer (deutsche Namen bis 1945) mit einem Schulzenamt.
| - Białe - Belno (Bellno) - Buczek (Butzig) - Ciemniki (Czemnik) - Czersk Świecki (Czersk, 1905–1945 Helenenfelde) | - Dubielno - Jeżewo (Jeschewo, 1942–1945 Jeschau) - Krąplewice (Klunkwitz) - Laskowice (Laskowitz) - Osłowo (Oslowo) | - Pięćmorgi (Fünfmorgen) - Piskarki (Piskarken) - Taszewskie Pole (Taschauerfelde) - Taszewo (Taschau) |

Weitere Ortschaften der Gemeinde sind Białe Błota (Gellenhütte), Lipienki (Lippinken), Lipno (Lipno), Nowe Krąplewice (Neu Klunkwitz), Skrzynki (Skrzinken) und Taszewko (Klein Taschau).

## Verkehr
Der Haltepunkt Jeżewo liegt an der Bahnstrecke Działdowo–Chojnice. Der wichtigste Bahnhof in der Gemeinde ist der Fernverkehrsbahnhof Laskowice Pomorskie, der an eben genannter Bahnstrecke und der Bahnstrecke Chorzów–Tczew liegt und Beginn der Bahnstrecke Laskowice Pomorskie–Bąk ist.